# Calatabiano
Calatabiano – miejscowość i gmina we Włoszech, w regionie Sycylia, w prowincji Katania.
Według danych na rok 2004 gminę zamieszkiwało 5197 osób, 199,9 os./km².
W miejscowości jest przystanek kolejowy Calatabiano.